# Прапор Високопільського району
Пра́пор Високопі́льського райо́ну — офіційний символ Високопільського району Херсонської області, затверджений 12 липня 2011 року рішенням 13 сесії Високопільської районної ради 6 скликання.

## Опис
Прапор являє собою квадратне синє полотнище, на якому зображено жовтий соняшник, супроводжуваний з боків колосками ячменю та пшениці. Вгорі, над соняшником, розташовано стилізований Тризуб, знизу — колоски, обвиті синьо-жовтою стрічкою з написом «Високопільський район», під якою вміщено гроно калини й лаврове та дубове листя.

## Символіка
Блакитний колір прапору, один з кольорів державної символіки, символізує чисте прозоре небо, а в геральдиці також позначає благородство, стабільність і порядок, чесність та мудрість. Золотий (жовтий) колір є символом землеробів, означає відродження, процвітання, достаток, тепло й мир.